# 厄利斯的科诺布斯

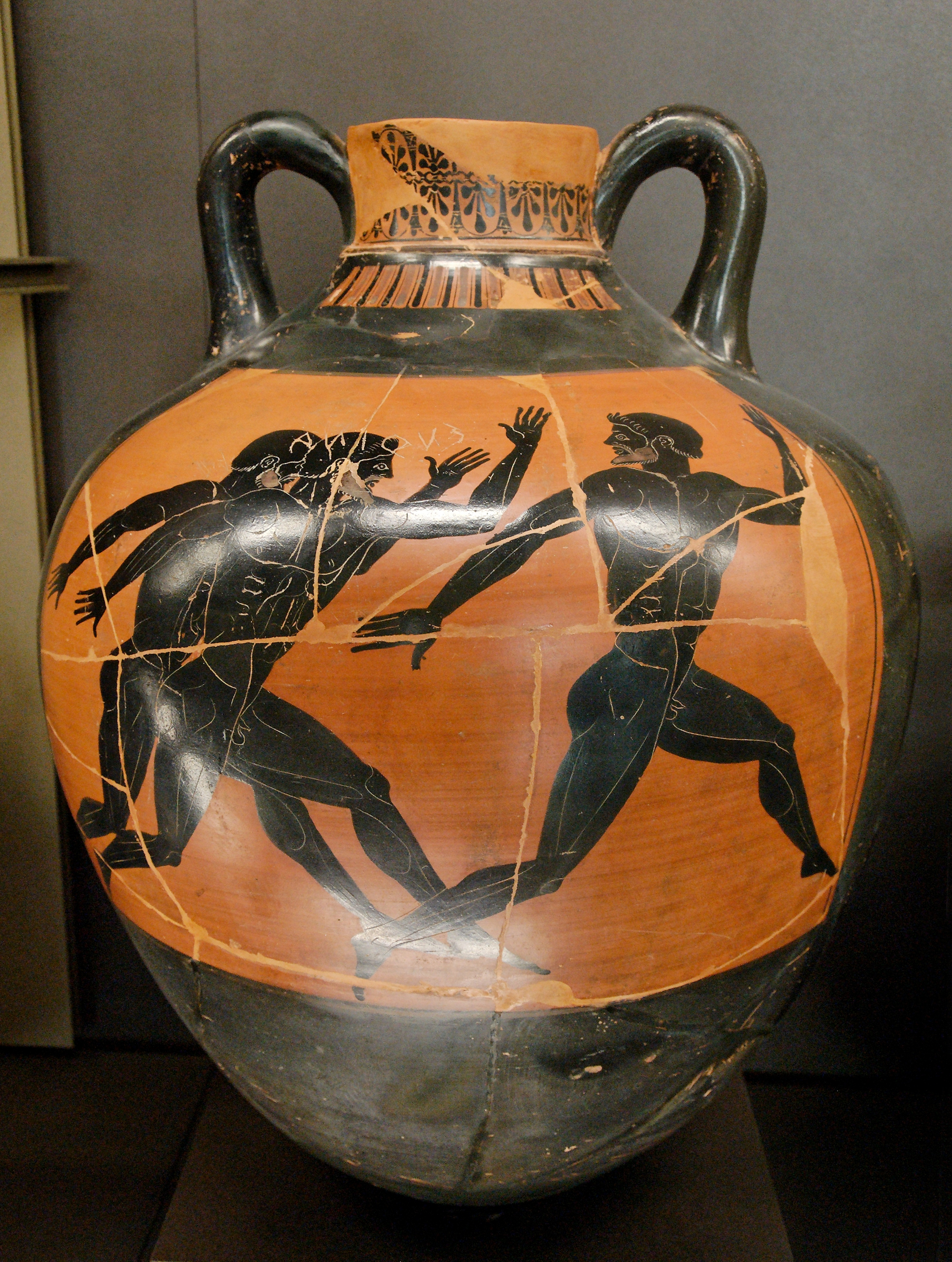
跑步者（约公元前500年）

厄利斯的科诺布斯（Kóroibos Ēleîos；？—？）是一位来自古希腊厄利斯的厨师、面包师、 和运动员。他被认为是第一个有记录的奥运会冠军 ( , olympioníkes ) ，在这次奥运会中，他参加的项目是赛跑。在一部分观点看来，科诺布斯是在第一届古希腊奥运会上拿到了冠军，但在尤西比乌斯和其他古代作家看来，他只是第一个有记录的冠军，而在他取得冠军的奥运会之前，还可能举办过很多届奥运会，但那些奥运会的胜者我们不得而知。古希腊智者希庇亚认为科诺布斯就是第一届奥运会的获胜者，根据希庇亚的记载，科诺布斯取得胜利的时间是在公元前776年的夏天。在当时，举办赛跑项目的奥林匹亚体育场只有一个斯塔德（600希腊英尺，630.8英国英尺，192.27米）长。在科诺布斯的时代，运动员们比赛时仍然穿着衣服。而奥运会的裸体比赛要从奥西普斯的时代（约公元前720年）开始。赢得比赛后，科诺布斯获得了作为奖品的橄榄花环。返回厄利斯后他受到了厄利斯人民的尊敬与欢迎，他的坟墓直到保萨尼亚斯的时代仍然为人所知。

## 其他相关
- 体育场比赛、单元和体育场
- 古代奥林匹克运动会胜利者名单